# Буевич, Галина Александровна
Галина Александровна Буевич (род.9 августа 1960, Завьялово, Алтайский край, СССР) — российский библиотековед, преподаватель высшей школы и политик. Кандидат педагогических наук (2003), ректор Алтайского государственного института культуры, председатель Барнаульской городской Думы с 2017 года.

## Биография
Галина Буевич родилась в 1960 году в селе Завьялово (Завьяловский район Алтайского края). В 1981 году окончила Алтайский государственный институт культуры по специальности «библиотековедение и библиография». С того же года работала в библиотеке Алтайского политехнического института старшим библиографом, позже заведующим сектором, главным библиографом и заведующим отделом.
С 1987 года в аспирантуре Государственной публичной научно-технической библиотеки СО РАН (Новосибирск). С 1998 года в Алтайском государственном институте культуры. В 2003 году получен диплом кандидата педагогических наук, в 2005 году аттестат доцента. В АГИК занимала должности декана факультета довузовской подготовки, проректора по учебной работе, первого проректора по экономической деятельности и развитию и ректора (с июня 2015 года, и. о. с 2014 года), преподаёт менеджмент и управление библиотечно-информационной деятельностью.
В 2017 году избрана в Барнаульскую городскую думу от одномандатного округа № 10 (Ленинский район) как кандидат от партии «Единая Россия». Избрана председателем Барнаульской городской думы, также является членом комитета по бюджету, налогам и финансам.
Замужем, есть дочь.

## Награды и звания
- Медаль ордена «За заслуги перед Отечеством» II степени (30 декабря 2022) — за большой вклад в развитие отечественной культуры и искусства, многолетнюю плодотворную деятельность[6]
- Почётный работник высшего профессионального образования Российской Федерации[2]
- Заслуженный работник культуры Алтайского края (18 января 2023) — за многолетний добросовестный труд, большой личный вклад в развитие культуры в Алтайском крае и подготовку специалистов высшей квалификации в области культуры и искусства
- Медаль Алтайского края «За заслуги перед обществом» (2015)[7]